# Erysimum sorgerae
Erysimum sorgerae är en korsblommig växtart som beskrevs av Adolf Polatschek. Erysimum sorgerae ingår i släktet kårlar, och familjen korsblommiga växter. Inga underarter finns listade i Catalogue of Life.